# Enoxacina
La enoxacina es un antibiótico oral de amplio espectro, derivado de la fluoroquinolona, utilizado en el tratamiento de las infecciones del tracto urinario y la gonorrea. El insomnio es un efecto adverso común.
Se ha demostrado recientemente que puede tener efecto inhibidor del cáncer.

## Mecanismo de acción
Las quinolonas y las fluoroquinolonas son fármacos bactericidas que erradican las bacterias al interferir con la Replicación del ADN. Al igual que otras fluoroquinolonas, la enoxacina funciona inhibiendo la ADN girasa bacteriana y la topoisomerasa IV. La inhibición de estas enzimas previene la replicación, la transcripción, la reparación y la recombinación del ADN bacteriano. La enoxacina es activa contra muchas bacterias Gram-positivas. La quinolona también es activa contra bacterias Gram-negativas.

## Farmacocinética
Después de la administración oral, la enoxacina se absorbe rápidamente y bien desde el tracto gastrointestinal. El antibiótico está ampliamente distribuido en todo el cuerpo y en los diferentes tejidos biológicos. Las concentraciones tisulares a menudo exceden las concentraciones séricas. La unión de enoxacina a las proteínas séricas es del 35 al 40%. La semivida de eliminación del suero, en sujetos con función renal normal, es de aproximadamente 6 horas. Aproximadamente el 60% de una dosis administrada por vía oral se excreta en la orina como fármaco inalterado en 24 horas. Una pequeña cantidad de una dosis de medicamento administrada se excreta en la bilis. Se alcanzan altas concentraciones de la fluoroquinolona en el tracto urinario y este hecho asegura que el efecto antibacteriano continúe en el tiempo, particularmente en este sitio.

## Uso indicado
La enoxacina se puede usar para tratar una amplia variedad de infecciones, particularmente gastroenteritis que incluye diarrea infecciosa, infecciones del tracto respiratorio, gonorrea e infecciones del tracto urinario.

## Efectos adversos
Se sabe que la enoxacina, al igual que otras fluoroquinolonas, desencadena convulsiones o reduce el umbral convulsivo. El compuesto no se debe administrar a pacientes con epilepsia o antecedentes personales de ataques convulsivos previos que puedan promover la aparición de estos trastornos.

## Contraindicaciones
La enoxacina está contraindicada en sujetos con antecedentes de hipersensibilidad a la sustancia o cualquier otro miembro de la clase de las quinolonas, o cualquier componente del medicamento. La enoxacina, como otras fluoroquinolonas, puede causar cambios degenerativos en las articulaciones de soporte de los animales jóvenes. El compuesto solo debe usarse en niños cuando los beneficios esperados superan los riesgos.

## Interacciones
Fenbufeno: la administración concomitante con algunas quinolonas, incluida la enoxacina, puede aumentar el riesgo de convulsiones. Por esta razón, se debe evitar la administración concomitante de fenbufen y quinolonas, como precaución.
Teofilina: en pacientes tratados simultáneamente con teofilina y enoxacina, las concentraciones de la metilxantina en el plasma surgen debido a un aclaramiento metabólico reducido de la teofilina.
Ranitidina, sucralfato, antiácidos que contienen magnesio o aluminio, suplementos que contienen calcio, hierro o zinc: la administración concomitante con estas sustancias puede conducir al fracaso terapéutico del antibiótico debido a una menor absorción en el tracto intestinal. Por ejemplo, los antiácidos de magnesio o aluminio convierten la enoxacina en sales insolubles que no son fácilmente absorbidas por el tracto gastrointestinal.